# Чёрная (нижний левый приток Уя)
Чёрная — река в Курганской области России. Устье реки находится в 34 км от устья по левому берегу реки Уй. Длина реки составляет 47 км.
Населённые пункты на реке (от истока): Патранино, Кислянка, Мануйлово, Белозерки, Чалкино, Луговое.

## Данные водного реестра
По данным государственного водного реестра России относится к Иртышскому бассейновому округу, водохозяйственный участок реки — Тобол от истока до впадения реки Уй, без реки Увелька, речной подбассейн реки — Тобол. Речной бассейн реки — Иртыш.